# Schloss Puchheim

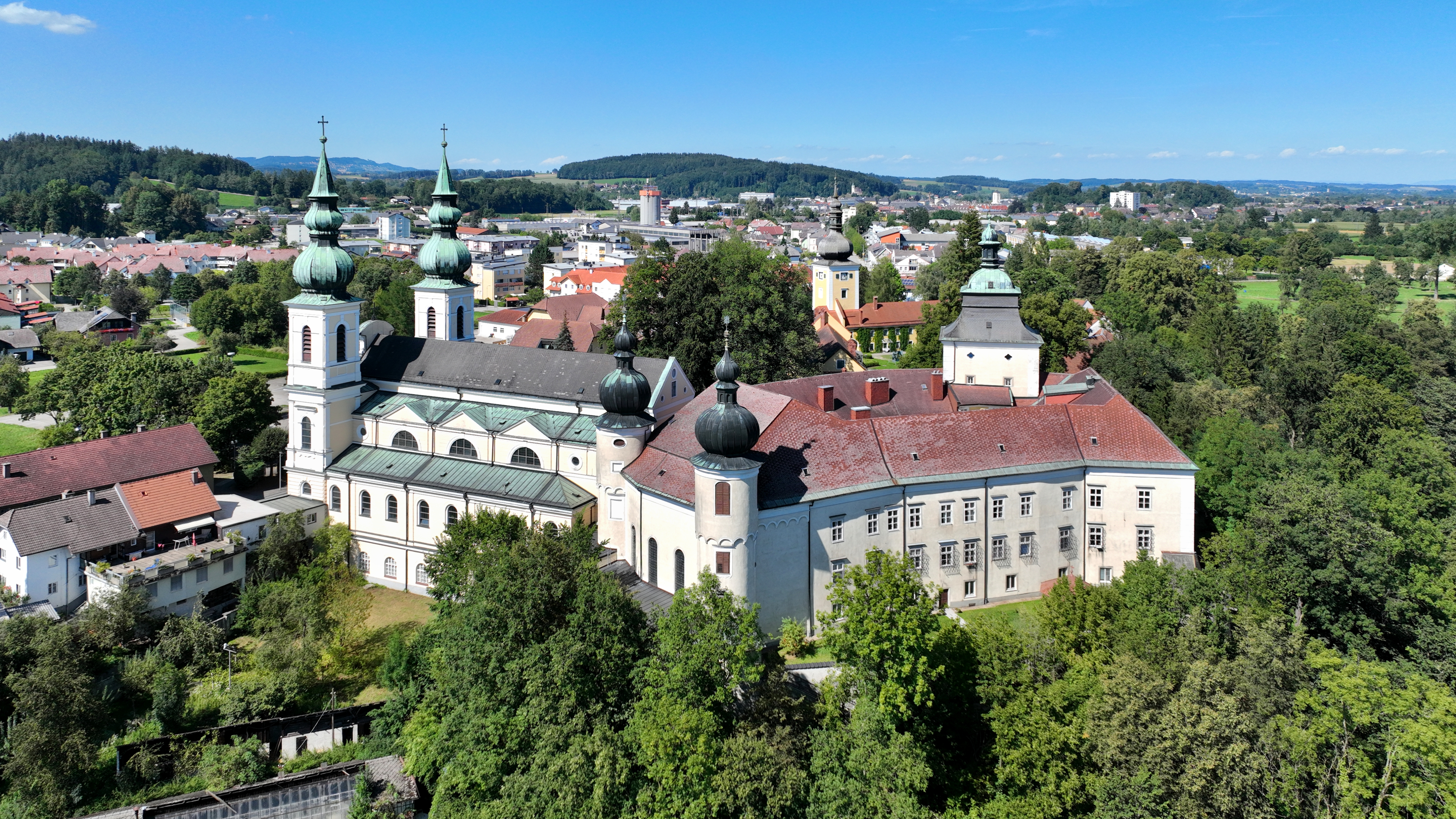
Schloss Puchheim mit Basilika

Schloss Puchheim befindet sich im Stadtteil Puchheim der oberösterreichischen Stadt Attnang-Puchheim.

## Geschichte

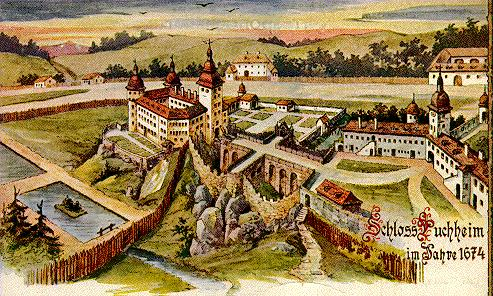
Schloss Puchheim (Farbdruck 19. Jahrhundert nach einem Kupferstich von Georg Matthäus Vischer 1674)

Der Vorgängerbau des Schlosses war die Feste Puchheim, die 1130 urkundlich erwähnt wurde und 1585 einer Brandkatastrophe zum Opfer fiel. Ursprünglich war sie die Stammburg des Rittergeschlechts derer von Puchheim. Die Puchheimer zählten zum Uradel und zu den sogenannten Apostelgeschlechtern Österreichs. 1348 übertrug Albrecht von Puchheim seinen gesamten oberösterreichischen Besitz an den Habsburger Herzog Albrecht II. von Österreich und erhielt dafür Litschau und Heidenreichstein als Lehen. 1462 verkaufte Herzog Albrecht VI. die Burg, ab 1551 war sie in den Besitz der Polheimer. 1585 brannte die mittelalterliche Wehrburg ab, und die Polheimer errichteten an deren Stelle einen vierflügeligen Renaissance-Schlossbau. Im Zuge der Gegenreformation durch Kaiser Rudolf II kam es in den Gebieten Ob der Enns zum Aufstand in Oberösterreich. Nach der Niederschlagung wurden die Besitztümer der Polheimer, die die Rebellion unterstützt hatten, durch den bayerischen Statthalter von Oberösterreich, Graf Adam von Herberstorff, 1627 beschlagnahmt. Von 1636 bis 1767 gehörte das Schloss den Salburgern und bis 1838 den Grafen von Fuchs.
1839 kam das Schloss in den Besitz von Erzherzog Maximilian Joseph von Österreich-Este, ein Enkel von Maria Theresia. 1847 holte er die Jesuiten zur Seelsorge nach Puchheim, diese mussten jedoch im Zuge der Revolution von 1848/49 Puchheim wieder verlassen (der Orden wurde in Österreich aufgehoben). 1851 kamen auf Veranlassung des Erzherzogs die Redemptoristen von Altötting, in deren Besitz das jetzige Hauptschloss mit der 1890 westseitig errichteten fünfschiffigen Wallfahrtsbasilika Maria Puchheim ist. Das Vorschloss ist im Besitz der Stadt Attnang-Puchheim und der Diözese Linz, nachdem es von 1892 bis 1993 im Besitz der Bourbonen, zuletzt der Linie Bourbon-Parma war.

## Schloss Puchheim heute
Die jetzige Schlossanlage besteht aus dem eigentlichen Schloss mit der Wallfahrtsbasilika Maria Puchheim und einem Vorschloss (Wirtschaftshof), in dem die Landesmusikschule, das Bildungszentrum Maximilianhaus, das Pfarrzentrum der Pfarre Maria Puchheim und die Galerie Schloss Puchheim untergebracht sind.
Die als Naturdenkmal ausgewiesene Blutbuche, die im Innenhof des Vorschlosses von Puchheim steht, wurde in der Nacht vom 18./19. August 2017 vom Sturm weitgehend zerstört.

## Bildergalerie

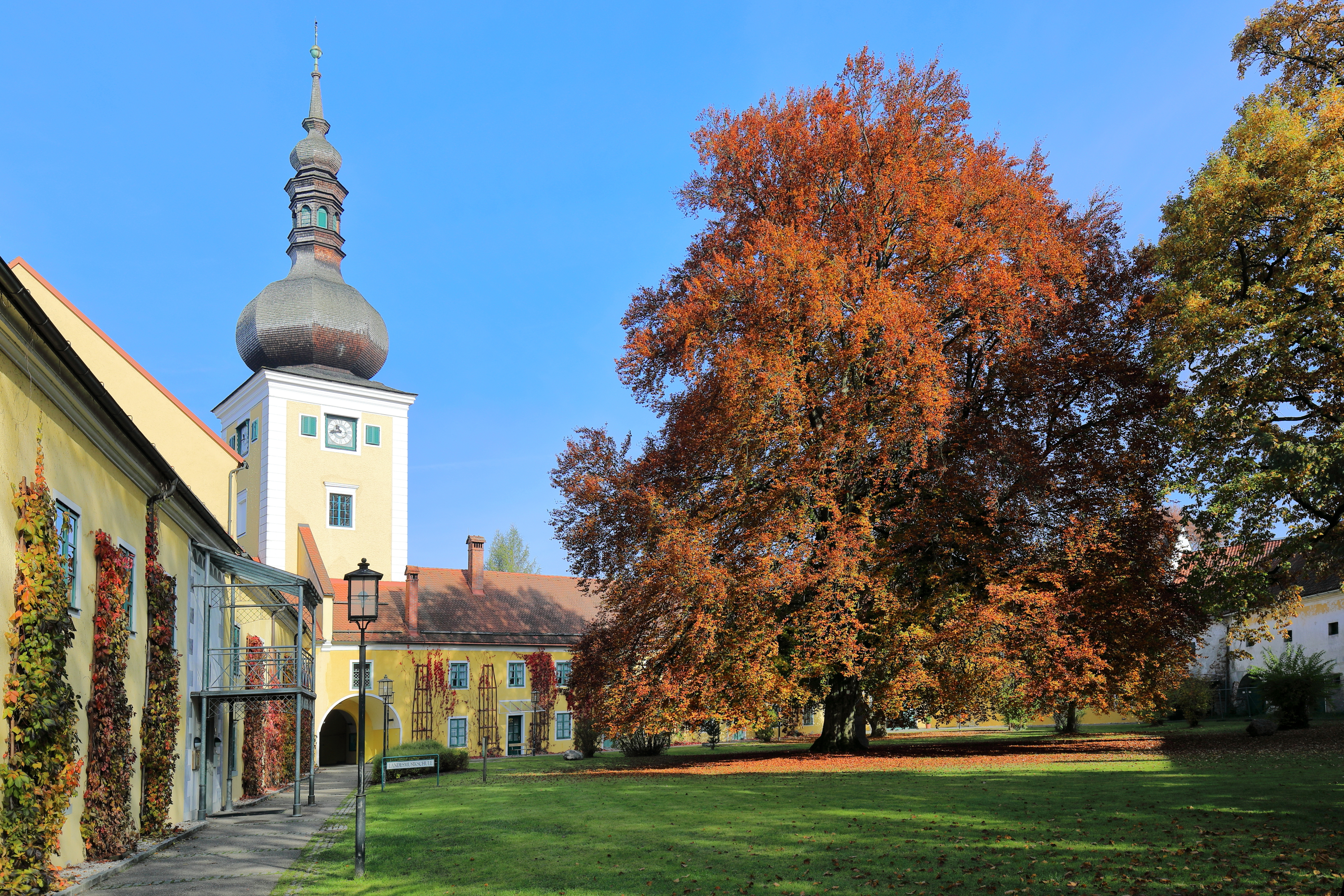
Innenhof des Vorschlosses mit einer als Naturdenkmal ausgewiesenen Blutbuche
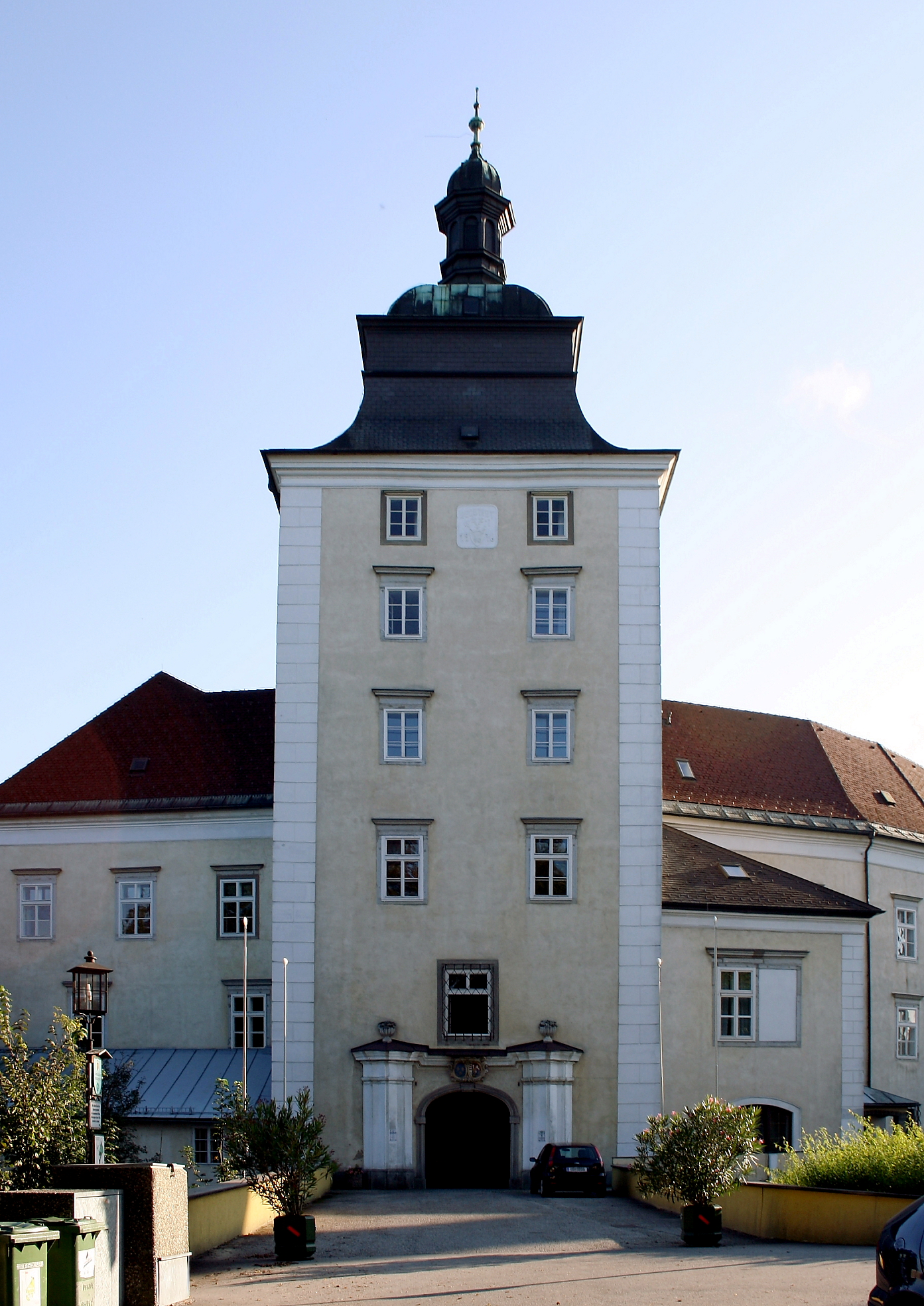
Der Torturm des Schlosses
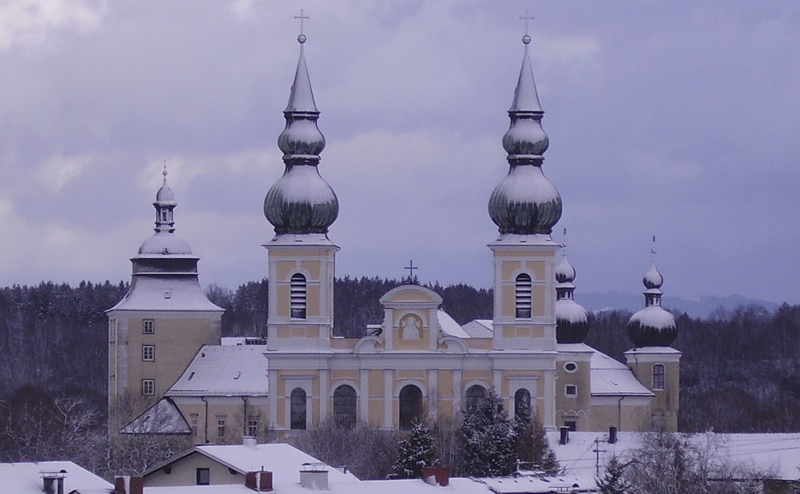
Winterliche Ansicht der Basilika